# Amapá Clube
Amapá Clube foi um clube brasileiro de futebol da cidade de Macapá, capital do estado do Amapá. Suas cores são preto e branco.

## História
O Amapá foi fundado no dia 23 de fevereiro de 1944, em reunião ocorrida em residência situada em frente ao primeiro prédio da Prefeitura Municipal de Macapá, hoje servindo à Secretaria Especial de Defesa Social. É o mais antigo clube de futebol do Amapá.
Foram fundadores do Amapá: Eloy Nunes Monteiro, Francisco Serrano, Pauxy Gentil Nunes, Newton Cardoso, Jose Serafim Coelho, João Vieira de Assis, Glicério de Souza Marques, Raimundo Nonato Araújo Filho, Raimundo de Campos Monteiro e Zoilo Pereira Córdoba. O governador do Estado na época, Janary Gentil, participou da reunião de fundação do clube, mas não assinou a ata de fundação, pois tivera que ausentar-se antes do término da reunião.
As primeiras partidas do Amapá ocorreram no campo da Praça da Matriz, atual espaço da Praça Veiga Cabral. Logo em seu primeiro ano de fundação, participou do Campeonato Amapaense. Porém, seria campeão somente no ano seguinte, sobre o Macapá.
Em 1959, disputou um torneio amistoso na cidade de Caiena, retornando à Macapá com o troféu da competição. Em três partidas realizadas na Guiana, o Amapá venceu duas e empatou uma. É o terceiro clube com mais participações no Campeonato Amapaense (39) e o segundo com mais títulos (11, todos na fase amadora da competição, que se profissionalizou em 1991), jogando ainda 2 edições do Campeonato Brasileiro da Série C (2006 e 2007) e outras 2 da Copa do Brasil, em 1992 e 1998.
Licenciado desde 2009, quando não se inscreveu para a disputa do estadual, o Amapá chegou a sonhar com uma volta aos gramados, sem sucesso. A sede administrativa da equipe, situada na Avenida Presidente Getúlio Vargas (centro de Macapá), encontra-se abandonada desde então.
No dia 2 de setembro de 2015 a equipe foi desfiliada da Federação Amapaense de Futebol e supostamente Dissolvida.

## Títulos
| Estaduais | Estaduais            | Estaduais | Estaduais                                                         |
|           | Competição           | Títulos   | Temporadas                                                        |
| --------- | -------------------- | --------- | ----------------------------------------------------------------- |
|           | Campeonato Amapaense | 11        | 1945, 1950, 1951, 1953, 1973, 1975, 1979, 1986, 1987, 1988 e 1990 |

### Campanhas de destaque
- Vice-Campeonato Amapaense: 4 vezes (1991, 1993, 2005 e 2006).

## Desempenho em Competições

### Participações
|  | Participações em 2020 |

| Competição | Competição        | Temporadas | Melhor campanha           | Estreia | Última | P | R |
| Amapá      | Amapazão          | 42         | Campeão (11 vezes)        | 1944    | 2008   |   | – |
|            | Copão da Amazônia | 6          | 3º colocado (1976 e 1980) | 1976    | 1989   |   |   |
| Brasil     | Série C           | 2          | 41º colocado (2007)       | 2006    | 2007   | – | – |
| Brasil     | Copa do Brasil    | 2          | 21º colocado (1998)       | 1992    | 1998   |   |   |

### Campeonato Amapaense - 1ª Divisão
| Ano  |      |      |      |      | 1944 | 1945 | 1946 | 1947 | 1948 | 1949 |
| ---- | ---- | ---- | ---- | ---- | ---- | ---- | ---- | ---- | ---- | ---- |
| Pos. |      |      |      |      | ?º   | 1º   | ?º   | ?º   | ?º   | —    |
| Ano  | 1950 | 1951 | 1952 | 1953 | 1954 | 1955 | 1956 | 1957 | 1958 | 1959 |
| Pos. | 1º   | 1º   | —    | 1º   | —    | —    | —    | ?º   | —    | ?º   |
| Ano  | 1960 | 1961 | 1962 | 1963 | 1964 | 1965 | 1966 | 1967 | 1968 | 1969 |
| Pos. | —    | ?º   | ?º   | 2º   | ?º   | ?º   | —    | —    | —    | —    |
| Ano  | 1970 | 1971 | 1972 | 1973 | 1974 | 1975 | 1976 | 1977 | 1978 | 1979 |
| Pos. | —    | —    | —    | 1º   | ?º   | 1º   | ?º   | ?º   | ?º   | 1º   |
| Ano  | 1980 | 1981 | 1982 | 1983 | 1984 | 1985 | 1986 | 1987 | 1988 | 1989 |
| Pos. | —    | —    | —    | —    | —    | —    | 1º   | 1º   | 1º   | ?º   |
| Ano  | 1990 | 1991 | 1992 | 1993 | 1994 | 1995 | 1996 | 1997 | 1998 | 1999 |
| Pos. | 1º   | 2º   | 4º   | 2º   | —    | 5º   | —    | 5º   | 2º   | —    |
| Ano  | 2000 | 2001 | 2002 | 2003 | 2004 | 2005 | 2006 | 2007 | 2008 | 2009 |
| Pos. | —    | 6º   | 9º   | 5º   | 3º   | 2º   | 2º   | 4º   | 7º   | —    |
| Ano  | 2010 | 2011 | 2012 | 2013 | 2014 | 2015 | 2016 | 2017 | 2018 | 2019 |
| Pos. | —    | —    | —    | —    | —    | —    | —    | —    | —    | —    |
| Ano  | 2020 | 2021 |      |      |      |      |      |      |      |      |
| Pos. | —    | —    |      |      |      |      |      |      |      |      |

### Torneio da Integração da Amazônia
| Ano  | 1976 | 1980 | 1984 | 1987 | 1988 | 1989 |
| ---- | ---- | ---- | ---- | ---- | ---- | ---- |
| Pos. | 3º   | 3º   | ?º   | ?º   | ?º   | ?º   |

### Campeonato Brasileiro - Série C
| Ano  | 2006 | 2007 |
| ---- | ---- | ---- |
| Pos. | 50º  | 41º  |

### Copa do Brasil
| Ano  | 2006 | 2007 |
| ---- | ---- | ---- |
| Pos. | 23º  | 21º  |

## Ranking da CBF
- Posição: 230º
- Pontuação: 6 pontos

Ranking criado pela Confederação Brasileira de Futebol que pontua todos os times do Brasil.